# Phygadeuon dubius
Phygadeuon dubius là một loài tò vò trong họ Ichneumonidae.